# Lefdal
Lefdal  var en norsk hemelektronikkedja med 20 butiker i Norge som grundades 1936. Den ägdes av Dixons Carphone. Företaget startade på Bekkestua i Oslo och 2018 hade Lefdal 20 butiker i Oslo-området, Sandefjord, Haugesund, Hamar, Fredrikstad, Sandnes, Trondheim, Bergen, Ålesund, Molde och Kristiansand.
Lefdal Elektromarked A/S ägds av Dixons Carphone. Företaget var som ett fristående bolag med egen ledning och ledarskap. Den 15 januari 2018 slogs företaget samman med Elkjøp och Lefdals butiker blev Elkjøp.